# 20433 Престіненца
20433 Престіненца (20433 Prestinenza) — астероїд головного поясу, відкритий 14 лютого 1999 року.
Тіссеранів параметр щодо Юпітера — 3,134.